# Ljubljana Cup de 2018
Ljubljana Cup de 2018 foi o sexto evento do Grand Prix Júnior de 2018–19 e a sexta vez que a Eslovênia sediou o Grand Prix ISU Júnior. A competição foi disputada entre os dias 3 de outubro e 6 de outubro, na cidade de Liubliana, Eslovênia. Os patinadores ganham pontos para se qualificar para a final do Grand Prix Júnior de 2018–19.

## Eventos
- Individual masculino
- Individual feminino
- Dança no gelo

## Medalhistas
| Evento                        | Ouro                                             | Prata                                     | Bronze                                   |
| Individual masculino detalhes | Petr Gumennik · Rússia                           | Tomoki Hiwatashi · Estados Unidos         | Koshiro Shimada · Japão                  |
| Individual feminino detalhes  | Anastasia Tarakanova · Rússia                    | Anna Tarusina · Rússia                    | Lee Hae-in · Coreia do Sul               |
| Dança no gelo detalhes        | Avonley Nguyen · Vadym Kolesnik · Estados Unidos | Sofia Shevchenko · Igor Eremenko · Rússia | Polina Ivanenko · Daniil Karpov · Rússia |

## Resultados

### Individual masculino
| Pos.              | Nome                    | Nacionalidade  | Pontos | PC         | PL          |
| ----------------- | ----------------------- | -------------- | ------ | ---------- | ----------- |
| Medalha de ouro   | Petr Gumennik           | Rússia         | 219.25 | 77.33 (1)  | 141.92 (1)  |
| Medalha de prata  | Tomoki Hiwatashi        | Estados Unidos | 215.16 | 74.17 (3)  | 140.99 (3)  |
| Medalha de bronze | Koshiro Shimada         | Japão          | 212.95 | 73.48 (4)  | 139.47 (5)  |
| 4                 | Conrad Orzel            | Canadá         | 212.94 | 73.24 (5)  | 139.70 (4)  |
| 5                 | Artur Danielian         | Rússia         | 210.49 | 69.30 (6)  | 141.19 (2)  |
| 6                 | Mark Gorodnitsky        | Israel         | 205.19 | 74.66 (2)  | 130.53 (6)  |
| 7                 | Cha Young-hyun          | Coreia do Sul  | 183.99 | 62.39 (8)  | 121.60 (7)  |
| 8                 | Vladimir Litvintsev     | Azerbaijão     | 181.31 | 67.96 (7)  | 113.35 (8)  |
| 9                 | Andreas Nordebäck       | Suécia         | 165.02 | 57.96 (11) | 107.06 (9)  |
| 10                | Gabriele Frangipani     | Itália         | 162.98 | 58.64 (9)  | 104.34 (10) |
| 11                | Basar Oktar             | Turquia        | 159.33 | 55.03 (12) | 104.30 (11) |
| 12                | Nikita Starostin        | Alemanha       | 158.98 | 58.24 (10) | 100.74 (14) |
| 13                | Nurullah Sahaka         | Suíça          | 151.68 | 48.98 (16) | 102.70 (12) |
| 14                | Kai Xiang Chew          | Malásia        | 151.18 | 49.75 (15) | 101.43 (13) |
| 15                | Aleksandr Selevko       | Estônia        | 149.32 | 53.38 (13) | 95.94 (15)  |
| 16                | Fang-Yi Lin             | Taipé Chinesa  | 143.90 | 49.81 (14) | 94.09 (16)  |
| 17                | Alexander Zlatkov       | Bulgária       | 130.32 | 47.24 (17) | 83.08 (17)  |
| 18                | Edward Appleby          | Reino Unido    | 112.60 | 38.09 (20) | 74.51 (18)  |
| 19                | Nikolaj Memola          | Itália         | 110.91 | 41.71 (18) | 69.20 (20)  |
| 20                | Mykhailo Rudkovskyi     | Ucrânia        | 110.45 | 37.95 (21) | 72.50 (19)  |
| 21                | Charles Henry Katanovic | Croácia        | 101.55 | 41.31 (19) | 60.24 (22)  |
| 22                | Luka Logar              | Eslovênia      | 92.96  | 29.08 (23) | 63.88 (21)  |
| 23                | Callum Bradshaw         | Austrália      | 84.65  | 31.43 (22) | 53.22 (24)  |
| 24                | Tamas Szoboszlai        | Hungria        | 81.44  | 27.55 (24) | 53.89 (23)  |

### Individual feminino
| Pos.              | Nome                       | Nacionalidade      | Pontos | PC         | PL         |
| ----------------- | -------------------------- | ------------------ | ------ | ---------- | ---------- |
| Medalha de ouro   | Anastasia Tarakanova       | Rússia             | 190.05 | 63.98 (3)  | 126.07 (1) |
| Medalha de prata  | Anna Tarusina              | Rússia             | 188.24 | 65.74 (2)  | 122.50 (2) |
| Medalha de bronze | Lee Hae-in                 | Coreia do Sul      | 180.48 | 63.01 (4)  | 117.47 (3) |
| 4                 | Rion Sumiyoshi             | Japão              | 171.65 | 59.80 (5)  | 111.85 (4) |
| 5                 | Tomoe Kawabata             | Japão              | 167.49 | 66.85 (1)  | 100.64 (9) |
| 6                 | Ekaterina Ryabova          | Azerbaijão         | 167.07 | 57.91 (6)  | 109.16 (6) |
| 7                 | Yi Christy Leung           | Hong Kong          | 159.41 | 50.16 (7)  | 109.25 (5) |
| 8                 | Selma Ihr                  | Suécia             | 149.02 | 47.51 (8)  | 101.51 (7) |
| 9                 | Gabriella Izzo             | Estados Unidos     | 148.89 | 47.45 (9)  | 101.44 (8) |
| 10                | Julia Lang                 | Hungria            | 139.46 | 46.67 (10) | 92.79 (10) |
| 11                | Aurora Cotop               | Canadá             | 134.25 | 46.30 (11) | 87.95 (12) |
| 12                | Paulina Ramanauskaitė      | Lituânia           | 133.53 | 44.06 (12) | 89.47 (11) |
| 13                | Maya Gorodnitsky           | Israel             | 122.44 | 43.73 (14) | 78.71 (13) |
| 14                | Anastasia Vaipan-Law       | Reino Unido        | 119.89 | 41.84 (17) | 78.05 (14) |
| 15                | Lucrezia Beccari           | Itália             | 119.33 | 42.91 (15) | 76.42 (15) |
| 16                | Maryna Zhdanovych          | Ucrânia            | 116.87 | 41.26 (19) | 75.61 (16) |
| 17                | Nikola Rychtaříková        | República Tcheca   | 116.05 | 41.36 (18) | 74.69 (17) |
| 18                | Selma Välitalo             | Finlândia          | 112.44 | 39.43 (21) | 73.01 (18) |
| 19                | Kyarha van Tiel            | Países Baixos      | 111.24 | 39.03 (22) | 72.21 (19) |
| 20                | Megan Ly                   | Taipé Chinesa      | 108.98 | 37.55 (23) | 71.43 (20) |
| 21                | Lara Roth                  | Áustria            | 105.11 | 43.88 (13) | 61.23 (27) |
| 22                | Leona Rogic                | Sérvia             | 101.90 | 37.00 (25) | 64.90 (22) |
| 23                | Hana Cvijanović            | Croácia            | 99.47  | 34.50 (27) | 64.97 (21) |
| 24                | İlayda Bayar               | Turquia            | 98.10  | 35.10 (26) | 63.00 (25) |
| 25                | Anna Dea Gulbiani-Schmidt  | Geórgia            | 96.00  | 32.74 (28) | 63.26 (23) |
| 26                | Yu Seung-been              | Coreia do Sul      | 95.90  | 40.97 (20) | 54.93 (31) |
| 27                | Nea Smolej                 | Eslovênia          | 94.98  | 31.96 (29) | 63.02 (24) |
| 28                | Alexandra Michaela Filcová | Eslováquia         | 94.41  | 37.32 (24) | 57.09 (29) |
| 29                | Veronika Sheveleva         | Cazaquistão        | 93.33  | 31.43 (30) | 61.90 (26) |
| 30                | Kristina Grigorova         | Bulgária           | 93.23  | 41.85 (16) | 51.38 (33) |
| 31                | Kristina Škuleta-Gromova   | Estônia            | 92.13  | 30.90 (31) | 61.23 (28) |
| 32                | Gemma Marshall             | Luxemburgo         | 85.82  | 30.43 (32) | 55.39 (30) |
| 33                | Lara Hrovat                | Eslovênia          | 82.70  | 28.07 (34) | 54.63 (32) |
| 34                | Ana Cmer                   | Eslovênia          | 76.67  | 29.87 (33) | 46.80 (35) |
| 35                | Elisavet Voulgari          | Grécia             | 72.15  | 22.08 (35) | 50.07 (34) |
| 36                | Klimentina Maleevska       | Macedónia do Norte | 43.76  | 15.84 (36) | 27.92 (36) |

### Dança no gelo
| Pos.              | Nome                                         | Nacionalidade  | Pontos | DR         | DL         |
| ----------------- | -------------------------------------------- | -------------- | ------ | ---------- | ---------- |
| Medalha de ouro   | Avonley Nguyen / Vadym Kolesnik              | Estados Unidos | 165.63 | 65.41 (1)  | 100.22 (1) |
| Medalha de prata  | Sofia Shevchenko / Igor Eremenko             | Rússia         | 161.67 | 63.79 (2)  | 97.88 (2)  |
| Medalha de bronze | Polina Ivanenko / Daniil Karpov              | Rússia         | 151.69 | 59.78 (3)  | 91.91 (3)  |
| 4                 | Darya Popova / Volodymyr Byelikov            | Ucrânia        | 141.77 | 57.11 (4)  | 84.66 (4)  |
| 5                 | Ellie Fisher / Simon-Pierre Malette-Paquette | Canadá         | 141.60 | 57.08 (5)  | 84.52 (5)  |
| 6                 | Alina Efimova / Alexander Petrov             | Estados Unidos | 131.50 | 52.78 (7)  | 78.72 (6)  |
| 7                 | Alicia Fabbri / Paul Ayer                    | Canadá         | 131.41 | 53.20 (6)  | 78.21 (8)  |
| 8                 | Francesca Righi / Aleksei Dubrovin           | Itália         | 129.82 | 51.48 (8)  | 78.34 (7)  |
| 9                 | Charise Matthaei / Maximilian Pfisterer      | Alemanha       | 122.72 | 47.95 (10) | 74.77 (9)  |
| 10                | Emily Rose Brown / James Hernandez           | Reino Unido    | 119.78 | 50.88 (9)  | 68.90 (11) |
| 11                | Darja Netjaga / Marko Jevgeni Gaidajenko     | Estônia        | 108.60 | 47.73 (11) | 60.87 (13) |
| 12                | Villö Marton / Danyil Semko                  | Hungria        | 106.28 | 32.35 (15) | 73.93 (10) |
| 13                | Mariia Nosovitskaya / Mikhail Nosovitskiy    | Israel         | 103.72 | 41.06 (12) | 62.66 (12) |
| 14                | Marina Philippova / Vadym Kravtsov           | Áustria        | 94.91  | 38.89 (13) | 56.02 (14) |
| 15                | Sophia Simitsakos / Jeffrey Wong             | Grécia         | 85.62  | 35.59 (14) | 50.03 (15) |

## Quadro de medalhas
| Ordem | País           | Medalha de ouro | Medalha de prata | Medalha de bronze |   | Ordem por total |
| ----- | -------------- | --------------- | ---------------- | ----------------- | - | --------------- |
| 1     | Rússia         | 2               | 2                | 1                 | 5 | 1               |
| 2     | Estados Unidos | 1               | 1                |                   | 2 | 2               |
| 3     | Coreia do Sul  |                 |                  | 1                 | 1 | 3               |
| 3     | Japão          |                 |                  | 1                 | 1 | 3               |
| TOTAL | TOTAL          | 3               | 3                | 3                 | 9 | —               |